# Quartermain Glacier
Quartermain Glacier är en glaciär i Antarktis. Den ligger i Västantarktis. Argentina, Chile och Storbritannien gör anspråk på området. Quartermain Glacier ligger 480 meter över havet.
Terrängen runt Quartermain Glacier är lite bergig. Trakten är obefolkad. Det finns inga samhällen i närheten.